# Olympische Jugend-Sommerspiele 2010/Teilnehmer (Osttimor)
| Gelbes Symbol für Goldmedaillen mit stilisierten Olympischen Ringen | Graues Symbol für Silbermedaillen mit stilisierten Olympischen Ringen | Braundes Symbol für Bronzemedaillen mit stilisierten Olympischen Ringen |
| ------------------------------------------------------------------- | --------------------------------------------------------------------- | ----------------------------------------------------------------------- |
| —                                                                   | —                                                                     | —                                                                       |

Die Jugend-Olympiamannschaft aus Osttimor für die I. Olympischen Jugend-Sommerspiele vom 14. bis 26. August 2010 in Singapur bestand aus drei Athleten. Sie konnten keine Medaille gewinnen. Flaggenträgerin bei der Eröffnungszeremonie war Miloria Hanarisa de Aráujo Santos.

## Athleten nach Sportarten

### Leichtathletik
Jungen
- Ribeiro de Carvalho
3000 m: disqualifiziert (Vorlauf)

### Taekwondo
Mädchen
- Maria Silva
Klasse bis 44 kg: Vorrunde
- Miloria Hanarisa de Aráujo Santos
Klasse bis 63 kg: Viertelfinale